# Englerina macilenta
Englerina macilenta är en tvåhjärtbladig växtart som beskrevs av R.M. Polhill & D. Wiens. Englerina macilenta ingår i släktet Englerina och familjen Loranthaceae. Inga underarter finns listade i Catalogue of Life.